# Салиба, Нейтан-Дилан
Нейтан-Дилан Салиба (фр. Nathan-Dylan Saliba; род. 29 августа 2004, Лонгёй, Квебек) — канадский футболист гаитянского происхождения, полузащитник клуба «Андерлехт» и сборной Канады.

## Клубная карьера
Салиба — воспитанник клубов «Лонгей» и «Клёб де Фут Монреаль». 26 февраля 2023 года в матче против «Интер Майами» он дебютировал в MLS в составе последних. 19 сентября 2024 года в поединке против «Нью-Ингланд Революшн» Нейтан забил свой первый гол за «Клёб де Фут Монреаль».

## Международная карьера
7 сентября 2024 года в товарищеском матче против сборной США Салиба дебютировал за сборную Канады.

## Достижения
Личные
- Молодой футболист года в Канаде: 2024